# 布拉南
布拉南（法語：Brannens）是法国吉伦特省的一个市镇，属于朗贡区（Langon）奥罗县（Auros）。该市镇总面积6.04平方公里，2009年时的人口为221人。

## 人口
布拉南人口变化图示